# Maraenobiotus naticochensis
Maraenobiotus naticochensis is een eenoogkreeftjessoort uit de familie van de Canthocamptidae. De wetenschappelijke naam van de soort is voor het eerst geldig gepubliceerd in 1917 door Delachaux.